# St. Maria Magdalena (Arzfeld)

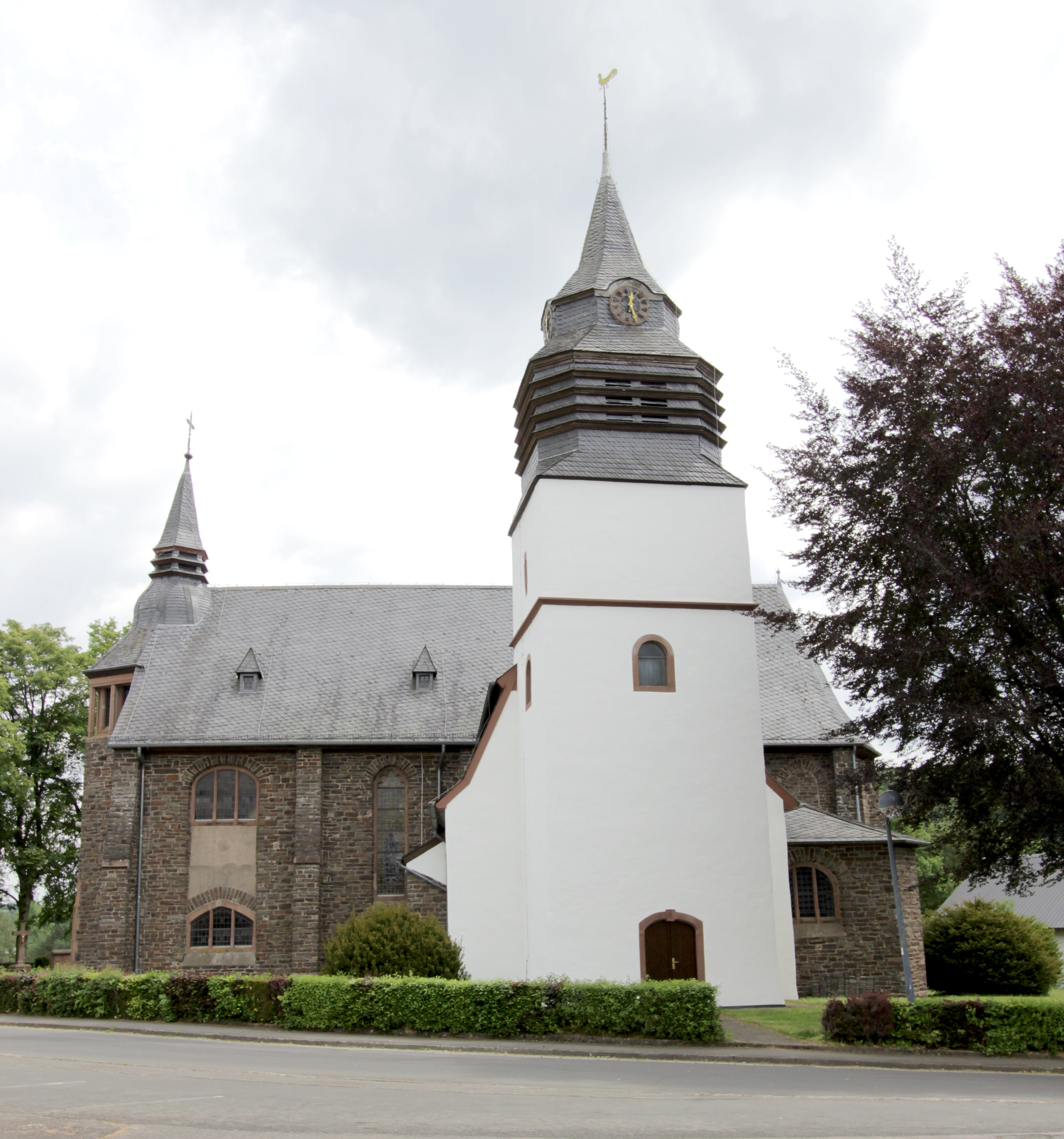
St. Maria Magdalena in Arzfeld

Die Kirche St. Maria Magdalena ist die römisch-katholische Pfarrkirche von Arzfeld im Eifelkreis Bitburg-Prüm in Rheinland-Pfalz. Die Pfarrei Arzfeld gehört in der Pfarreiengemeinschaft Neuerburg und Arzfeld zum Dekanat St. Willibrord Westeifel. Zur Pfarrei Arzfeld gehören die Filialkirchen St. Servatius und St. Matthias (Dahnen), St. Matthäus (Daleiden) mit St. Maria (Reipeldingen), St. Jakobus der Ältere (Dasburg), St. Luzia (Eschfeld) mit St. Donatus (Sengerich), St. Hubertus (Großkampenberg), St. Maria Geburt (Harspelt) mit St. Johannes der Täufer (Sevenig), St. Peter in Ketten (Irrhausen), St. Servatius (Lichtenborn), St. Martin (Lützkampen), St. Josef (Olmscheid), St. Peter (Preischeid) und St. Nikolaus (Üttfeld-Binscheid) mit St. Ignatius (Niederüttfeld).

## Geschichte
Die baufällig gewordene Kapelle von 1521 wurde ab 1909 nach Plänen des Trierer Architekten Peter Marx unter Verwendung spätgotischer Teile neu errichtet. Wie später in St. Luzia (Mürlenbach) ist das neue Langhaus gegenüber dem alten um 90 Grad gedreht. Weihbischof Karl Ernst Schrod weihte die Kirche St. Maria Magdalena am 28. Juli 1911 ein.

## Pfarrer ab 1902
- 1902–1916: Ambrosius Fischer
- 1917–1923: Peter Funk
- 1923–1942: Johannes Ries, Märtyrer im KZ Dachau
- 1942–1943: Alois Löw
- 1944–1951: August Fasel
- 1951–1976: Peter Frömbgen
- 1976–1984: Manfred Schmitt
- 1984–1992: Georg Müller
- 1992–?: Reinhold Willems